# M/50 375mm対潜ロケット発射機
M/50 375mm対潜ロケット発射機（M/50 375ミリたいせんロケットはっしゃき）は、スウェーデンのボフォース社の開発した375mm 4連装対潜ロケット発射機。対潜爆雷を投射するロケット発射機である。海上自衛隊においても、71式ボフォースロケットランチャーとして制式化されていた。

## 概要
M/50 375mm対潜ロケット発射機は、1948年ごろより開発開始された対潜前投兵器である。ここから投射されるロケット爆雷としては、弾頭重量と射程に応じて4つのバリエーションが開発された。いずれも胴体直径は375mm。
1. エリカ（Erika）：重量 107kg、射程 655-1,635m
2. フローラ（Flora）：重量 230kg、射程 1,400-2,230m
3. ミミ（Mimmi）：重量 100kg、射程 370-875m
4. ネリ（Nelli）：重量 80kg、射程 1,580-3,625m

また、発射機としては、4連装のM/50型が通常用いられ、口径375mm、長さ約3,600mmの発射筒4本を山なりにまとめている。その他、軽量の2連装型、そして、フランスのクルゾー・ロワール社が独自に開発した6連装型がある。いずれも遠隔操作で旋回・俯仰・発射でき、甲板下から12回の再装填が可能である。装填時は、仰角を90度と垂直にし、筒後端より装填する。M/50型発射機は、1954年-1955年にかけて試験を受け、1956年より運用を開始した。また、もっとも長射程のロケット爆雷であるネリ型は1972年に試験を受け、1974年より生産を開始した。
弾体は、後部に安定翼を付けた形状をしており、固体燃料ロケットとして飛翔する。無誘導ロケットであり、発射機の仰角により、飛翔距離を調節する。
ボフォース375mm対潜ロケットランチャーは、信頼性・性能に優れた対潜前投兵器として各国で運用されたが、Mk 32 短魚雷発射管やアスロック対潜ミサイルなど、誘導式の対潜短魚雷を投射する対潜兵器が普及するにしたがって、無誘導の対潜ロケット弾は旧式と見なされるようになり、現在、徐々に退役が進められている。
しかし、1980年代後半より対魚雷防御兵器として着目されるようになったほか、冷戦終結後の非対称戦争においては、誘導魚雷の使用が困難な浅海域での対潜兵器として再評価されるようになり、1992年にはSAAB社が誘導ロケット弾を発表し、また、改良された軽量発射機の開発も行なわれている。

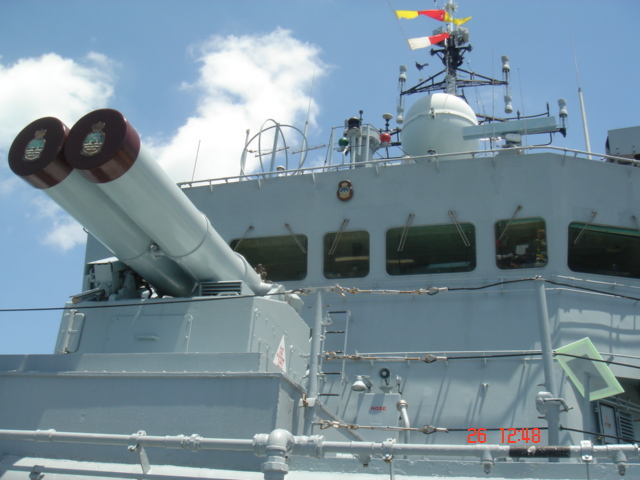
軽量の2連装型。 カスツーリ級フリゲート
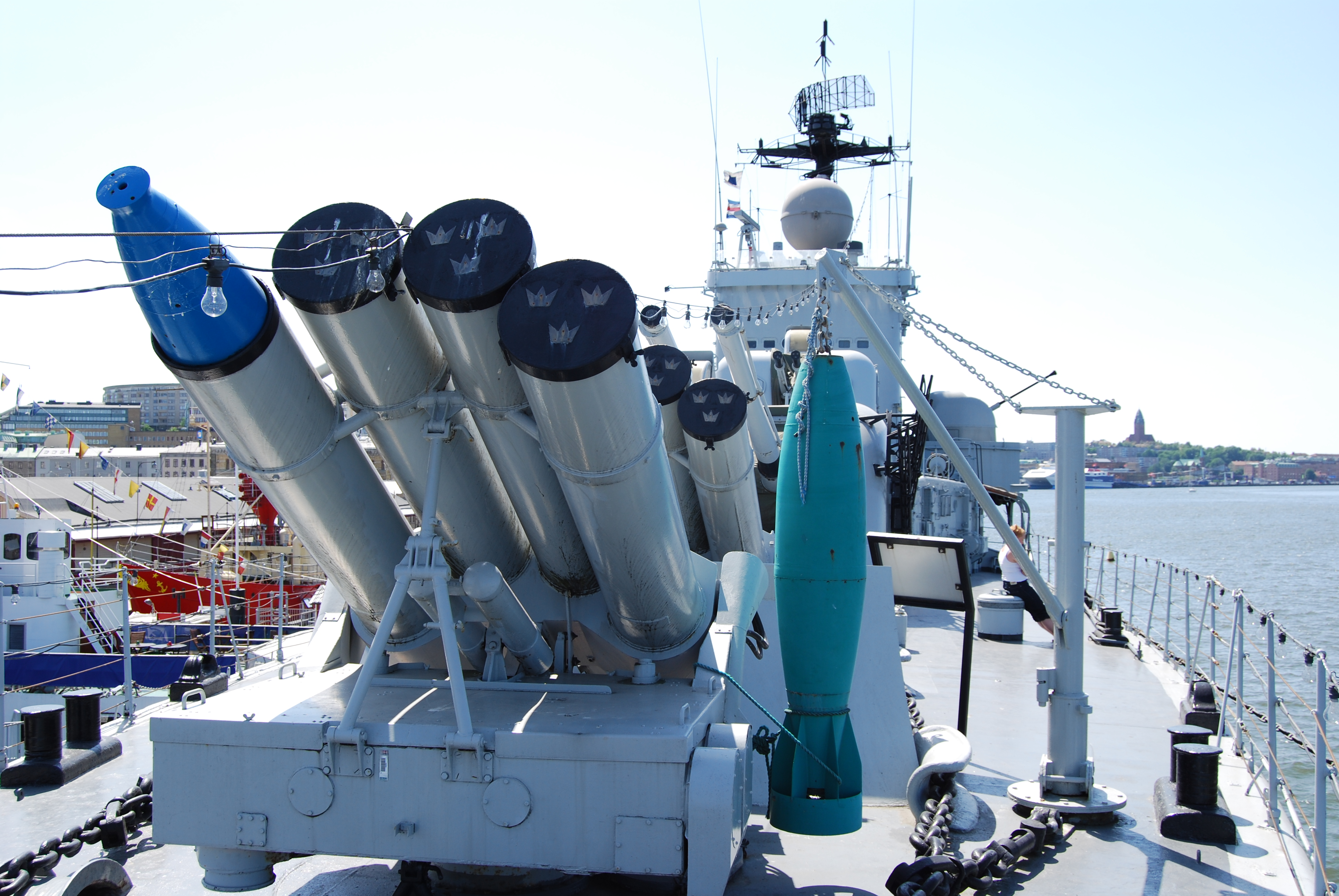
4連装型と使用弾薬。 ハッランド級駆逐艦『スモーランド』
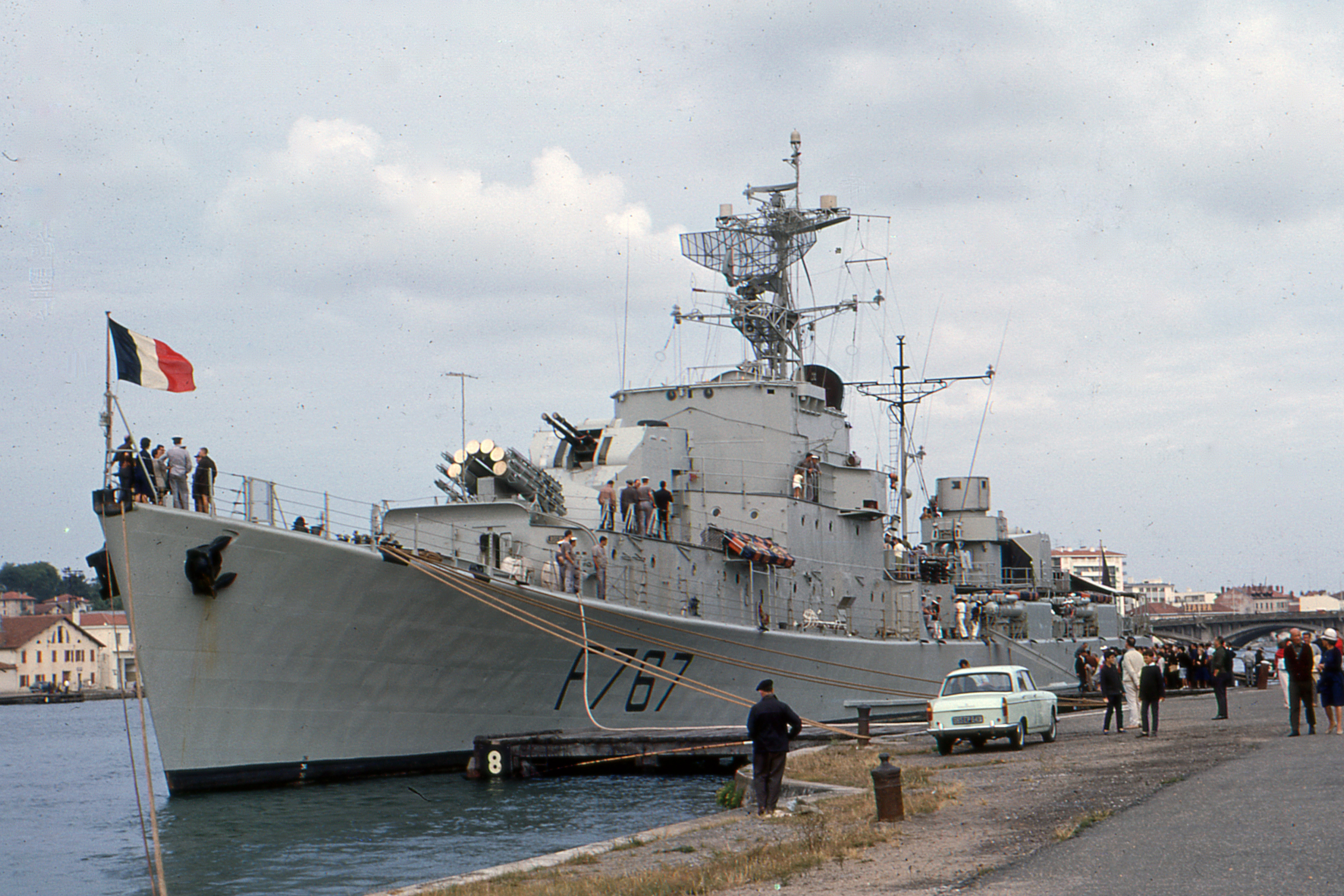
フランス製の6連装型。 ル・ノルマン級フリゲート「F767 ル・ガスコン」

### 海上自衛隊

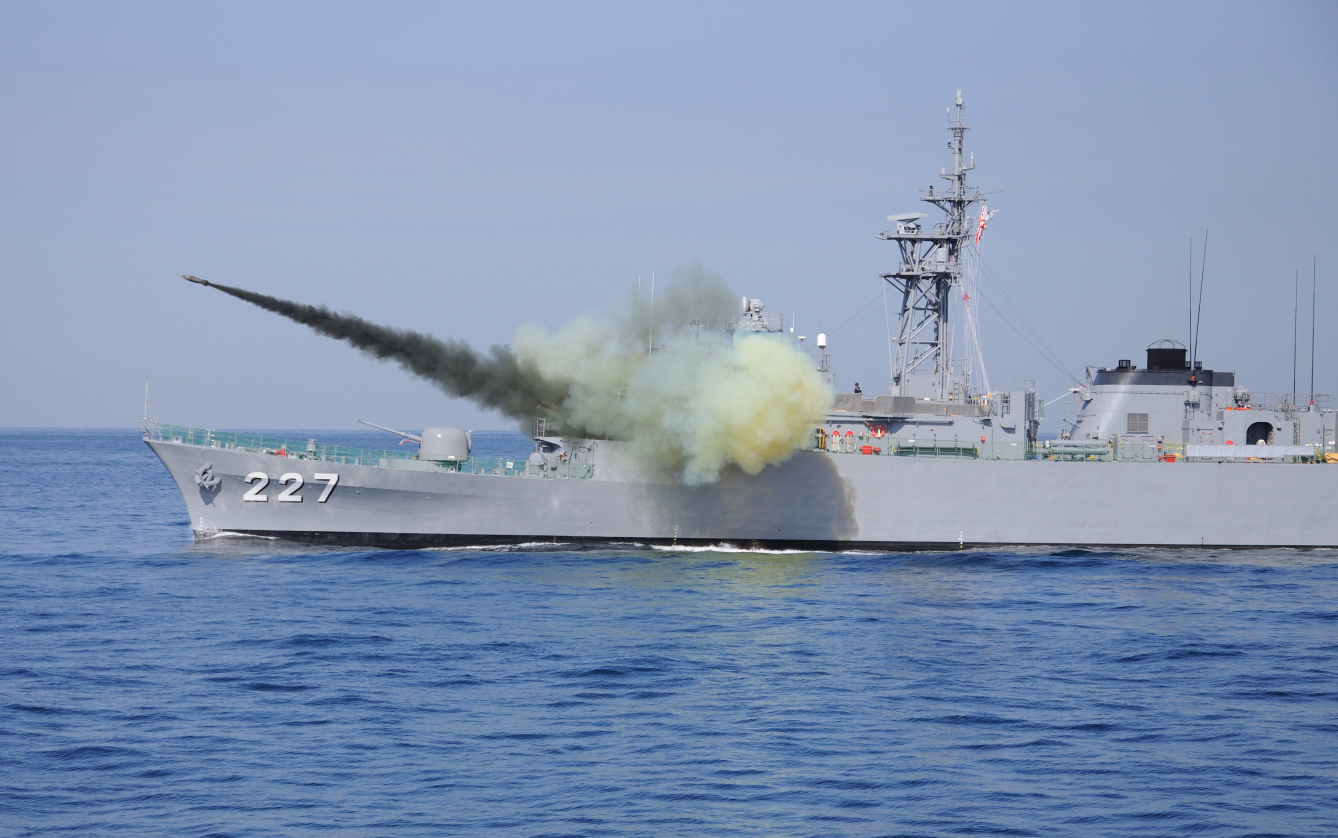
4連装型の発砲シーン。
ゆうばり型護衛艦『ゆうばり』

日本の海上自衛隊でも、1960年代初頭よりボフォース375mm対潜ロケット・ランチャーの運用を開始しており、4連装発射機型は71式ボフォースロケットランチャーとして制式化された。三菱重工業においてライセンス生産されている。ネリも開発されると同時にこれを導入した。エリカを対潜ロケット2型、フローラを対潜ロケット3型として導入した。
「きたかみ」と「おおい」には、輸入品が装備されたが、その後の艦はライセンス生産品を装備している。「あきづき」、「てるづき」、「いすず」、「もがみ」は「ウェポン・アルファ」ことMk.108対潜ロケットランチャーより、こちらに換装している。

## 使用国と搭載艦
ベルギー海軍
- ウィーリンゲン級フリゲート

 ブラジル海軍
- ニテロイ級フリゲート

 ブルガリア海軍
- 旧ウィーリンゲン級フリゲート

 ドイツ海軍
- ケルン級フリゲート
- ハンブルク級駆逐艦
- ドイッチュラント (練習艦)
- テティス級駆潜艇（ドイツ語版）

 エジプト海軍
- デスクビエルタ級コルベット

 フランス海軍
- ル・コルス級フリゲート
- ル・ノルマン級フリゲート
- シュルクーフ級駆逐艦（防空改装艦および対潜改装艦に後日装備）
- デュプレ級駆逐艦
- デスティエンヌ・ドルヴ級通報艦（後日撤去）

 インドネシア海軍
- ファタヒラー級フリゲート

 インド海軍
- ニルギリ級フリゲート

 海上自衛隊
- あきづき型護衛艦 (初代)（後日装備）
- たかつき型護衛艦
- みねぐも型護衛艦
- やまぐも型護衛艦
- いすず型護衛艦（前期型は後日装備）
- ゆうばり型護衛艦
- 護衛艦「いしかり」
- 練習艦「かとり」

 モロッコ海軍
- デスクビエルタ級コルベット

 マレーシア海軍
- カスツーリ級フリゲート

 ナイジェリア海軍
- エリンミ級コルベット

 オランダ海軍
- ホラント級駆逐艦
- フリースラント級駆逐艦

 ペルー海軍
- 駆逐艦「ガルシア・イ・ガルシア」
- 旧フリースラント級駆逐艦

 ポルトガル海軍
- アルミランテ・ペレイラ・ダ・シルヴァ級フリゲート

 スウェーデン海軍
- ハッランド級駆逐艦

## 登場作品
『海の底』
海上自衛隊がレガリス掃討戦で使用する。
『ゴジラvsビオランテ』
海上自衛隊が浦賀水道でゴジラの攻撃に使用する。また、この作品の映像は、『ゴジラ×モスラ×メカゴジラ 東京SOS』に一部流用されており、発射器からハープーンを発射している（実際の本砲ではハープーンの発射は不可能）。
『沈黙の艦隊』
アメリカ海軍が原子力潜水艦「やまと」に対して使用する。